# مکسول دیکون
مکسول دیکون (انگلیسی: Maxwell Deacon; ۲۲ مارس ۱۹۱۰ – ۲۹ آوریل ۱۹۷۰) بازیکن هاکی روی یخ اهل کانادا بود.